# SOV42
Xperia 8 SOV42（エクスペリア エイト エスオーブイ ヨンニー）は、ソニーモバイルコミュニケーションズによって開発された、auブランドを展開するKDDIおよび沖縄セルラー電話の第3.9世代移動通信システム（au 4G LTE/au VoLTE）、第4世代移動通信システム（au 4G LTE CA/WiMAX2+）対応スマートフォンである。UQコミュニケーションズ・UQモバイル沖縄連合（以下・UQ mobile）からはSIMロックフリーモデルとしてSOV42-uが展開されている。

## 概要
本機種はXperia 8のauローカライズモデルであり、Xperiaシリーズのミッドレンジモデルとなる。2019年秋冬の新商品の1つとして発売された。Xperia 5 SOV41と同時期展開モデルで、auにおいて初のミッドレンジモデルのXperiaである。
アスペクト比はシネスコサイズである21:9比率のFHD+ディスプレイを搭載し筐体にはGorilla Glass 6を採用、幅が69㎜に抑えられており、片手でも操作しやすく設計している。また電源キーには指紋認証センサーが内蔵されている。カメラでは国内向けミドルレンジモデルで初のデュアルレンズカメラの搭載となる。また本機種は3.5㎜イヤホンジャック搭載モデルである。
ボディカラーにはauはブラック、ホワイト、オレンジ、ブルーの4色を、UQ mobileはブラックとホワイトの2色展開する。キャッチコピーは「極上のエンタテインメントを より身近に」、「UQからXperiaついに登場。」。

## 主な機能
| 主な機能・対応サービス                                                  | 主な機能・対応サービス                                                        | 主な機能・対応サービス                           | 主な機能・対応サービス             |
| ----------------------------------------------------------------------- | ----------------------------------------------------------------------------- | ------------------------------------------------ | ---------------------------------- |
| auウィジェット Webブラウザ                                              | うたパス音楽プレイヤー （ハイレゾ音源対応版）                                 | おサイフケータイ NFC おくだけ充電（Qi） 指紋認証 | ワンセグ フルセグ DLNA/DTCP-IP     |
| au one メール PCメール Gmail EZwebメール                                | デコレーションメール デコレーションアニメ                                     | Friends Note                                     | PCドキュメント                     |
| au Smart Sports Run & Walk Karada Manager ゴルフ(web版) Fitness、歩数計 | GPS 方位計                                                                    | au oneナビウォーク au one助手席ナビ              | au one ニュースEX au one GREE      |
| auベーシックホーム じぶん銀行                                           | 緊急速報メール                                                                | Bluetooth                                        | 無線LAN機能 (Wi-Fi) auシェアリンク |
| 赤外線通信（非対応）                                                    | au VoLTE （シンクコール対応） WIN HIGH SPEED au 4G LTE （3CC CA対応） WiMAX2+ | au世界サービス （旧・グローバルパスポート）      | auフェムトセル                     |
| microSD microSDHC microSDXC                                             | モーションセンサー(6軸)                                                       | 防水 防塵                                        | 簡易留守録 着信拒否設定            |

- 上記の表はauにて購入した場合。

## 歴史
- 2019年10月7日 - ソニーモバイルコミュニケーションズジャパンよりXperia 8の公式発表。
- 2019年10月10日 - KDDI、およびソニーモバイルコミュニケーションズジャパンよりSOV42の公式発表。
- 2019年10月10日 - UQ mobile、およびソニーモバイルコミュニケーションズジャパンよりSOV42の取り扱いを発表。
- 2019年10月25日 - 発売開始。